# Панайота Цакірі
Панайота Цакірі (грец. Παναγιώτα Τσακίρη, 12 травня 1990, Драма, Греція) — грецька біатлоністка, дочка Афанасіоса Цакіріса.
2010 року взяла участь в зимових Олімпійських іграх у Ванкувері.